# خط كوفي

الخط الكوفي Fry's Pantographia (1799)

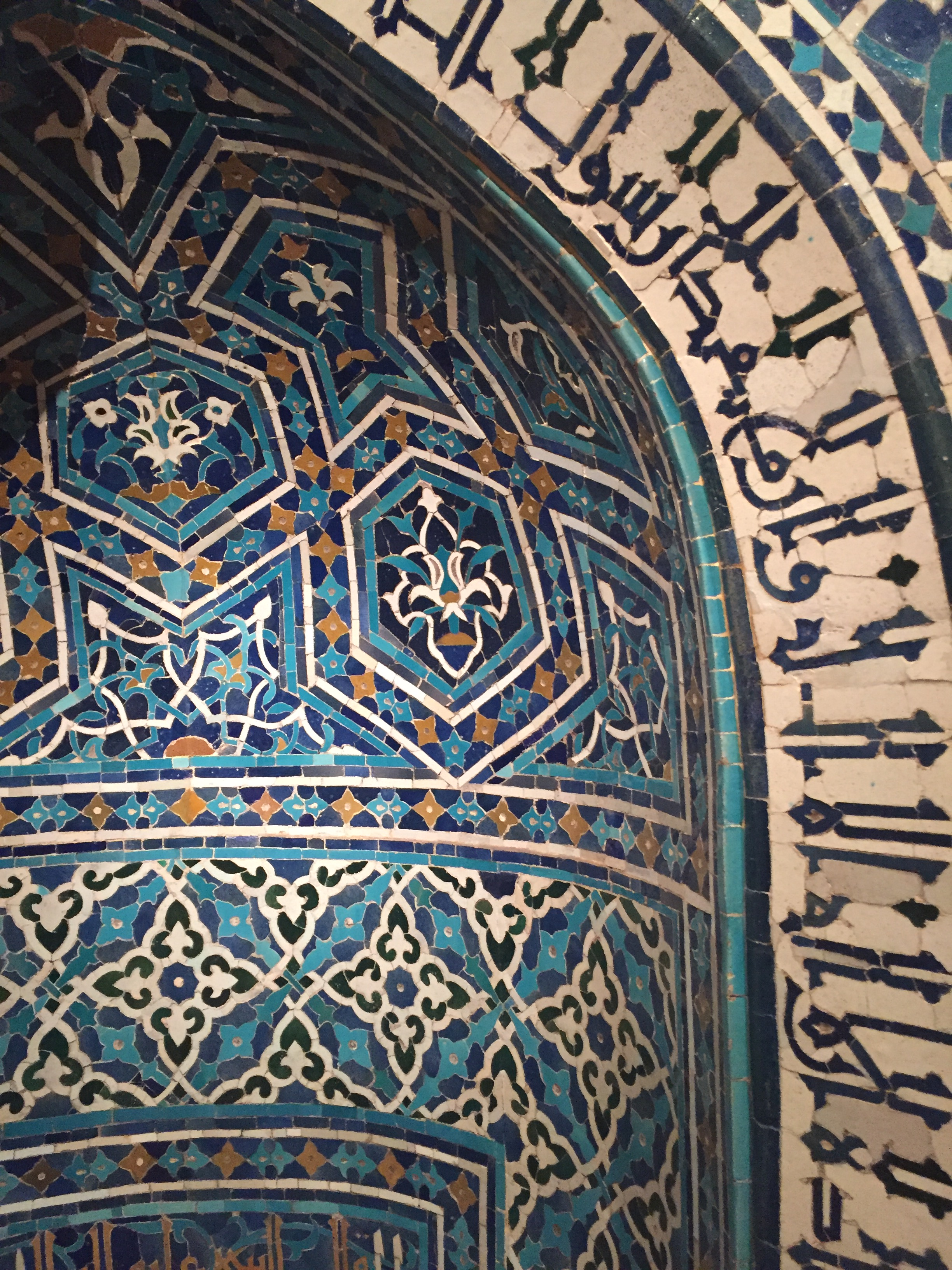
إحدى نقوش الخط الكوفي على جدار محراب. كان هذا المحراب في مدرسة الإمامي في مدينة أصفهان الإيرانية قبل نقله إلى متحف المتروبوليتان في الولايات المتحدة

ٱلْخَطُّ ٱلْكُوفِيّ هو أقدم نوع من الخط العربي، ويتكون من صيغة معدلة من الحروف النبطية القديمة. نشأ في أواخر القرن السابع الميلادي في بدايات ظهور الإسلام في مدينة الكوفة في العراق، ويعتقد أن استعماله انتشر نحو 100 عام قبل إنشاء الكوفة. أي نشأ في الحيرة التي كانت قرب الكوفة (والكوفة موجودة من زمن ملوك الحيرة و العاصمة كانت قرب الكوفة الكوفة موجودة من زمن ملوك الحيرة). وقد استخدم في الكتابة، وفي كتابة المصحف بشكل خاص. وجميع المصاحف التي نُسخت قبل القرن الرابع الهجري كتبت بالكوفي، الذي أجاد فيه خطاطو الكوفة، ثم انتشر في العراق كله. كما استُخدم في النقش على جدران المساجد والقصور وغيرها من خوالد فن العمارة الإسلامية. يقوم هذا الخط المصحفي على إمالة في الألِفات واللامات نحو اليمين قليلا، وهو خط غير منقط.
وفي النصف الأوّل من القرن الأوّل الهجري ظهر منه «خط المَشْق». وفيه امتداد واضح لحروف الدال والصاد والطاء والكاف والياء الراجعة. وفي هذا الخط صنعة وإبداع وتجويد، واستمرّ حتّى القرن الثاني، وبه نُسخت أكثر المصاحف التي تعود إلى ذلك العهد. وتلا ذلك «الخط المحقَّق»، وهو كوفي مُصْحَفي تكامل فيه التجويد والتنسيق، وأصبحت الحروف فيه متشابهة والمدّات متنامية، وزُيّن بالتنقيط والتشكيل، وتساوت فيه المسافات بين السطور، واستقلّ كلّ سطر بحروفه.
ويُكتب الكوفي بقصبة ذات قَطّة موحدة، وأنواعه: مائل، مُزهَّر، مُعقَّد، مُورَّق، منحصر، مُعشَّق، مُضفّر، مُوشّح. وقد ابتدأ عفوياً ثمّ دخلت عليه الصنعة والتنميق، ثمّ تطوّر فأصبح ليّناً مُقوَّراً، أو يابساً مبسوطاً، أو وسطاً بينهما كالمصحفي. هذه الأنواع من الخط الكوفي الحديث ليست لها قاعدة ثابتة كالكوفي الذي كتبت به المصاحف. وهمُّ الخطاط فيه أن يحقق التنسيق والتماثل ومَلء الفراغات. وفيه تدخل زخاف هندسية ونباتية، ويختلط الرَّقش بالخط.

العلم العراقي ويظهر فيه كلمة الله أكبر بالخط الكوفي

ومن أهل الخط الكوفي الخطاط محمد عبد القادر.
ويشمل الخط الكوفي أكثر من 30 نوعا، منها:
- الكوفي المائل.
- الكوفي المزهّر.
- الكوفي المعقّد.
- الكوفي المورّق.
- الكوفي المنحصر.
- الكوفي المعشّق.
- الكوفي المضفّر.
- الكوفي الموشّح.
- الكوفي المشجّر.
- الكوفي المحرّر.
- الكوفي المربّع.
- الكوفي المدوّر.
- الكوفي المتداخل.
- الكوفي المنشعب.
- الكوفي الشطرنجي.
- الكوفي الفاطمي.
- الكوفي المشرقي.
- الكوفي المغربي.

الخط العثماني

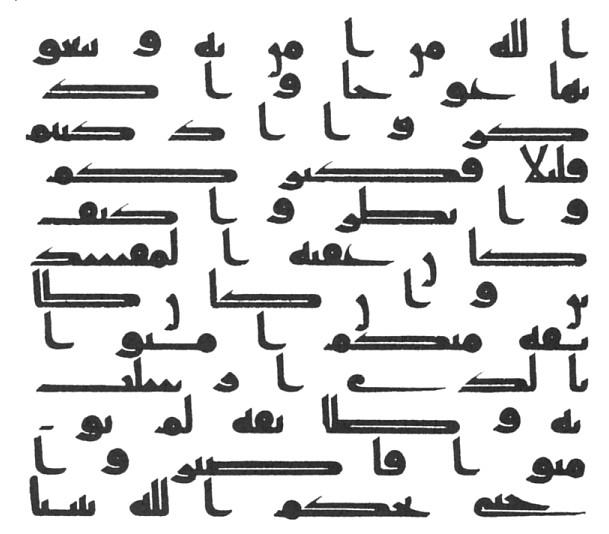
مصحف في القرن السابع بالخط الكوفي
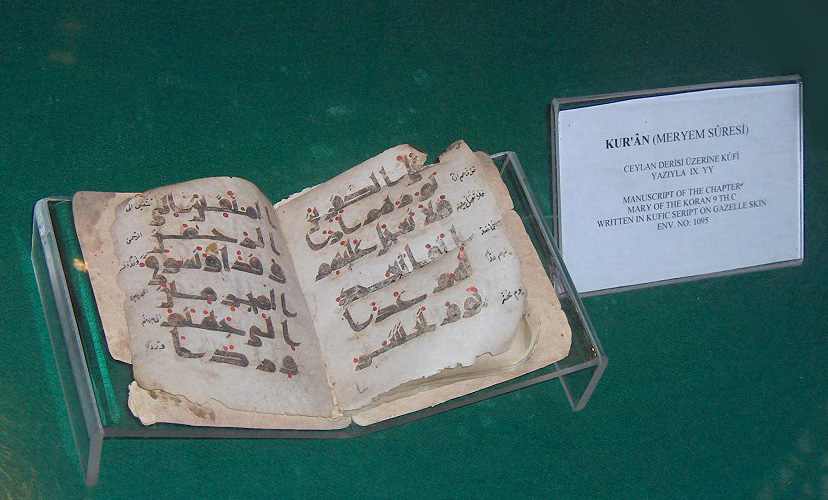
سورة مريم بالخط الكوفي على رق من جلد الغزال في القرن التاسع
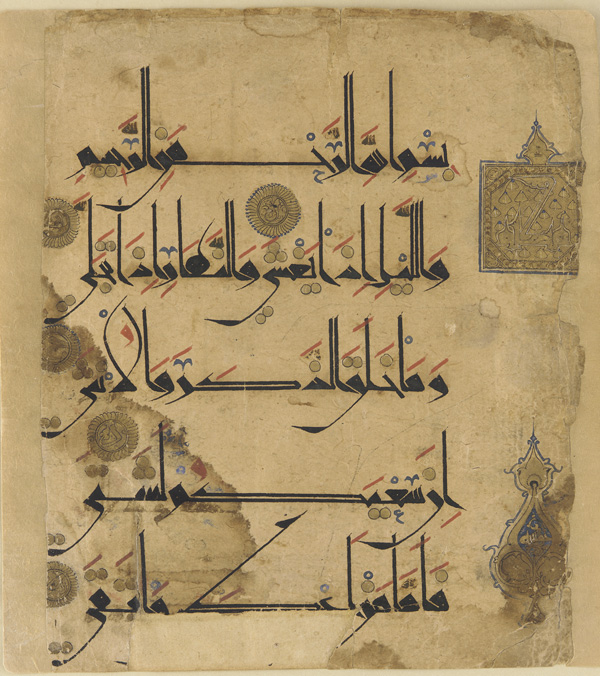
القرن 11 مصحف بخطوط مذهبة وملونة نسخة مخطوط في إيران
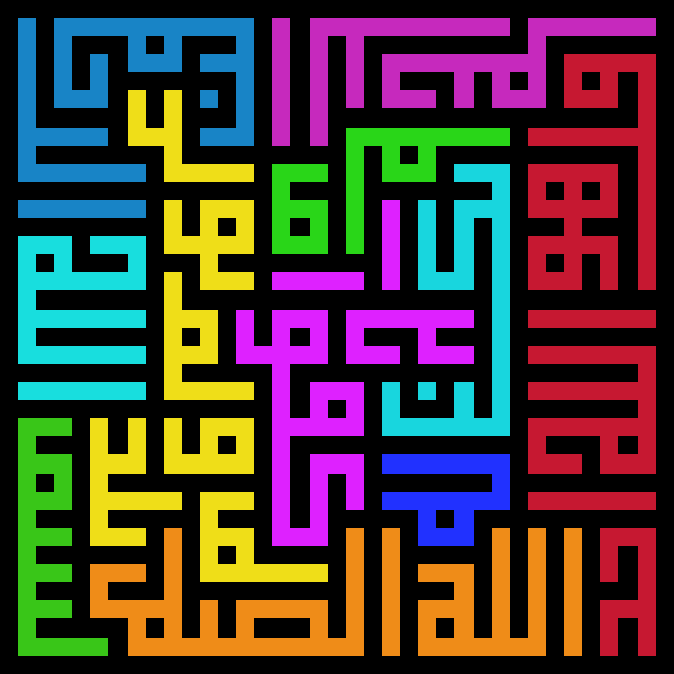
سورة الإخلاص مكتوبة بالخط الكوفي المربّع
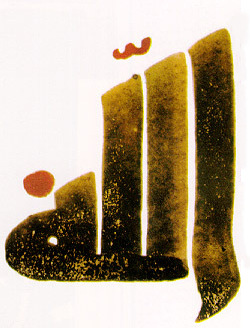
الخط الكوفي المغربي
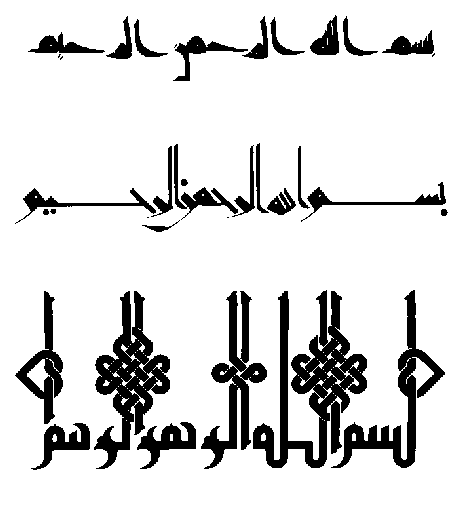
ثلاثة خطوط كوفية (من الأعلى إلى الأسفل): كوفي قديم، كوفي مشرقي، كوفي مضفّر